# Cordillera Daxiang
La cordillera Daxiang (en chino, 大相岭; pinyin, Daxiang ling) es una cadena montañosa relativamente pequeña en la provincia china de Sichuan. Se inicia en la dirección general oeste y noroeste del famoso sagrado monte Emei, y es parte del borde occidental montañoso de la cuenca de Sichuan.
Administrativamente, las montañas se encuentran dentro de las ciudades-prefectura de Ya'an, Meishan y Leshan.
La cordillera Daxiangling forma una división entre el valle del río Dadu (que fluye hacia el oeste, y luego hacia el sur, de las montañas) y el de su afluente, el río Qingyi (que está al noreste de la cordillera Xiaoxiang).
El estrecho valle del Dadu separa la cordillera Daxiangling de la cordillera Xiaoxiangling, al sur, y de la gran cordillera Daxue, hacia el oeste.
Son parte de una serie de montañas más grandes, las montañas Hengduan.
- Datos: Q5242738